# SC Riessersee
SC Riessersee – niemiecki klub sportowy z siedzibą w Garmisch-Partenkirchen. W jego ramach założono sekcje hokeja na lodzie, curlingu, bobslejową, łyżwiarstwa figurowego.

## Szkoleniowcy
Trzykrotnie drużynę prowadził Słowak Jozef Golonka Od listopada 1983 do 1985 trenerem zespołu był Czech Jan Eysselt. W 2017 trenerem został Fin Toni Söderholm.

## Sukcesy
- Złoty medal mistrzostw Niemiec (10 razy): 1927, 1935, 1938, 1941, 1947, 1948, 1950, 1960, 1978, 1981
- Srebrny medal mistrzostw Niemiec (16 razy): 1925, 1928, 1929, 1932, 1933, 1934, 1936, 1937, 1942, 1943, 1952, 1953, 1956, 1957, 1958, 1979
- Złoty medal mistrzostw drugiej ligi niemieckiej (1 raz): 1968
- Złoty medal mistrzostw Oberligi (2 razy): 1968, 2011
- Puchar DEV (1 raz): 1966
- Puchar Alp (1 raz): 1997
- Trzecie miejsce w Pucharze Europy: 1982
- Srebrny medal mistrzostw DEL2: 2018

## Bobsleje
Bobsleistami klubu byli: Fritz Schwarz, Sebastian Huber, Hans Nägle, Valentin Krempl, Hans Heß, Hanns Kilian, Hans Rösch, Michael Pössinger.

## Curling
Zawodnikami sekcji curlingu zostali Monika Wagner, Rainer Schöpp, Andrea Schöpp, Stella Heiß, Marie-Therese Rotter, Anna Hartelt

## Łyżwiarstwo figurowe
Łyżwiarką figurową klubu została Gundi Busch.